# Madona svatotrojická
Obraz Madony svatotrojické (kolem r. 1410) je nejstarším deskovým obrazem dochovaným v Českých Budějovicích a jedním z nejstarších známých gotických obrazů s malovaným rámem. Je vystaven ve stálé expozici Alšovy jihočeské galerie v Hluboké nad Vltavou.

## Historie
Dílo pochází z pražské malířské dílny. Původní umístění není známo, ale je pravděpodobné, že do jižních Čech se obraz dostal až za husitských válek. Ikonografie malovaného rámu napovídá, že mohl být určen pro oltář zasvěcený kultu „sv. Pěti bratří mučedníků“ a českých patronů, např. v kostele sv. Václava ve Staré Boleslavi. Roku 1796 ho zakoupil krumlovský barvíř Jakub Pechtl od Veroniky Fischerové a roku 1811 ho daroval do špitálního kostela sv. Trojice v Českých Budějovicích. Koncem 19. století byl obraz výměnou za kopii darován Městskému muzeu v Českých Budějovicích. Roku 1953 byl převeden do sbírek Alšovy jihočeské galerie v Hluboké nad Vltavou.

## Popis a zařazení
Malba temperou a zlacení na křídovém podkladu. Střed obrazu tvoří deska ze smrkového dřeva 69 × 48 cm, potažená plátnem. Na zadní straně desky je malba napodobující vzácný kámen. Malovaný rám z lipového dřeva má rozměry 96 × 75,5 × 4,5 cm. Obraz byl neodborně restaurován koncem 19. století (B. Čurn). Další restaurování provedl A. Bělohoubek (dílna Společnosti vlasteneckých přátel umění Praha) a Bohuslav Slánský (1957, Praha).

### Obraz Madony
Marie, zobrazená jako korunovaná královna nebes, je oblečena do modrozeleného pláště s červeným rubem. Na prsou, kde je plášť sepjat zlatou agrafou, se zachovaly stopy po připevnění relikviáře. Její pravá ruka, zahalená pláštěm, podpírá tělo nahého Ježíška. Levá ruka dítě přidržuje pod rameny. Na hlavě má bílou roušku s ozdobným lemem. Koruna s namalovanými drahokamy je součástí zlaceného pozadí, zdobeného puncováním.
Polopostava korunované Panny Marie s Ježíškem je věrnou kopií staršího obrazu milostné Madony, Madony roudnické (1385–1390), ale vykazuje již známky ustáleného krásného slohu. Oproti předloze jí chybí hlubší šerosvitná modelace a tváře se jeví plošnější. Pro plášť roudnické madony byl jako pigment užit vzácný lapis lazuli, který zachoval svou jasnou ultramarínovou modrou barvu. U pozdějších kopií byl místo něj použit azurit, který se stárnutím mění v malachit a získává modrozelený odstín.

### Malovaný rám
Na levé svislé liště rámu jsou shora postavy sv. Jakuba, sv. Václava a sv. Barbory, na pravé liště shora sv. Filip, sv. Vít a sv. Kateřina. Na horní liště rámu jsou zleva polopostavy sv. Pavla, skupina českých světců (Pět bratří?) v čele se sv. Václavem a sv. Vojtěchem a vpravo od nich sv. Petr. Na dolní liště jsou zleva polopostavy světic sv. Uršuly, sv. Doroty a sv. Apoleny. Rozvržení kontur a linií je v podkladové vrstvě vyryto nebo nakresleno šedou barvou. Drapérie jsou provedeny zářivými světle modrými, červenými, olivovými a modrozelenými pigmenty. Podmalby stínů bílých roušek a inkarnátů jsou hnědé. Pozadí je zlacené a zdobené puncováním a rozvilinovým ornamentem (dolní lišta).
V postavách zemských patronů a kvalitě malby spatřují historikové umění těsnou souvislost s rámem svatovítského Veraikonu (po r. 1400), ale nepředpokládají vznik v téže dílně. Spojujícím prvkem je typika postav (sv. Václav, sv. Vít) a zahrocující se svislé klikaté záhyby drapérií zvýrazněné podél okraje bílou linkou. Podle Matouše vyobrazení postav na rámu spojuje konzervativní (byzantinizující) sloh konce 14. století s vlivem díla Mistra Třeboňského oltáře v manýristickou formu typickou pro dobu kolem roku 1410.

### Detaily rámu

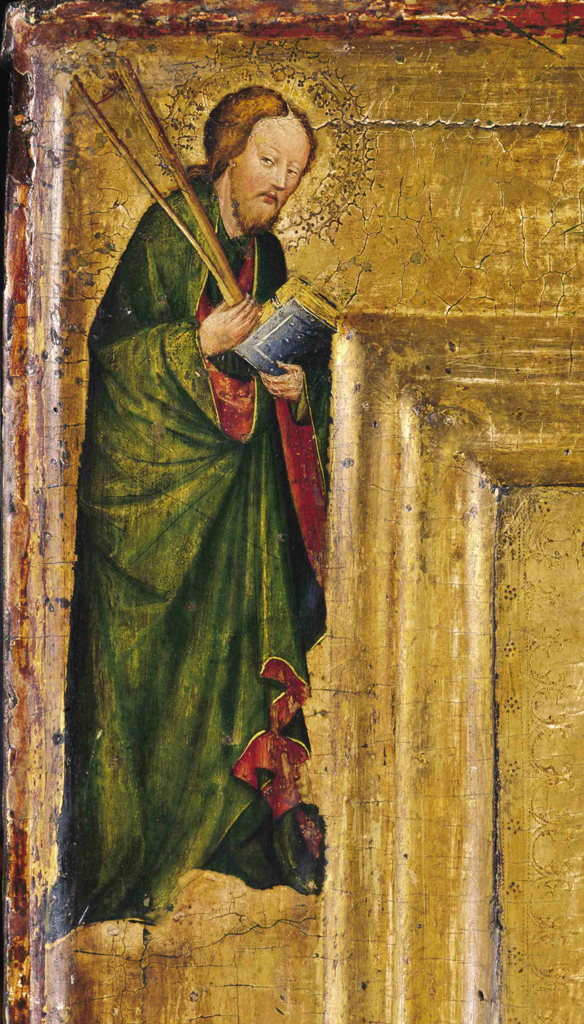
sv. Jakub
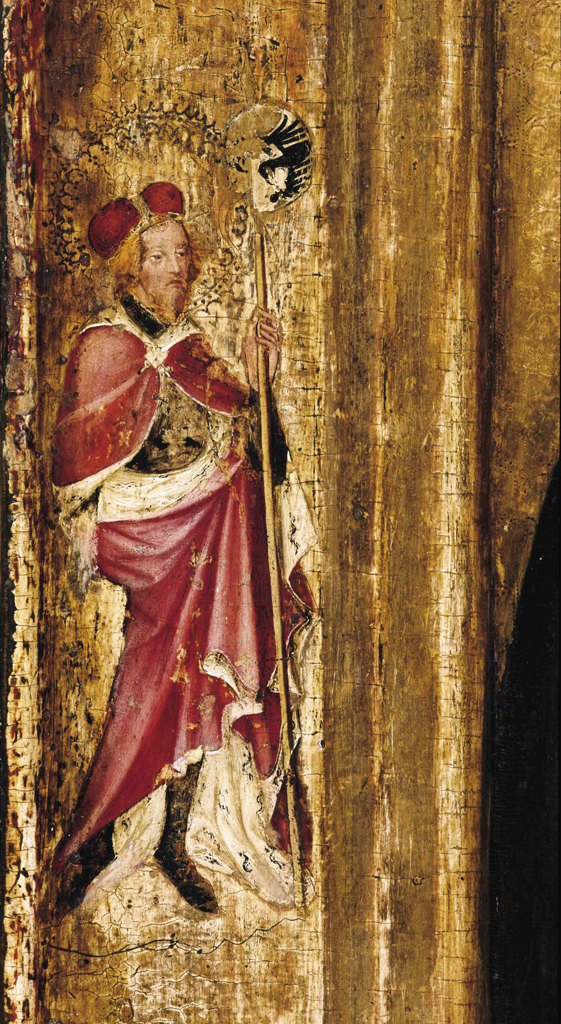
sv. Václav
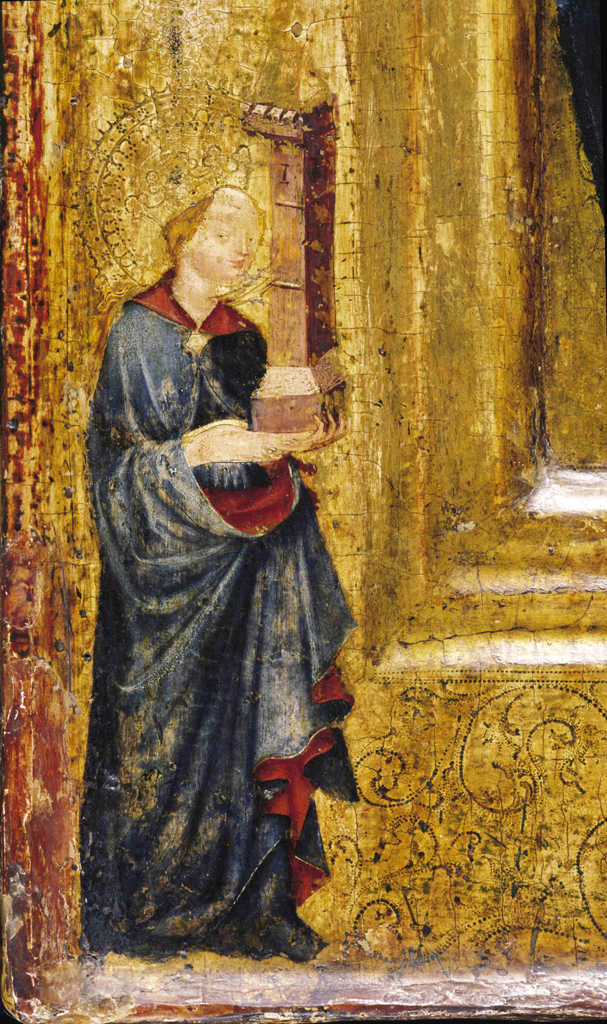
sv. Barbora
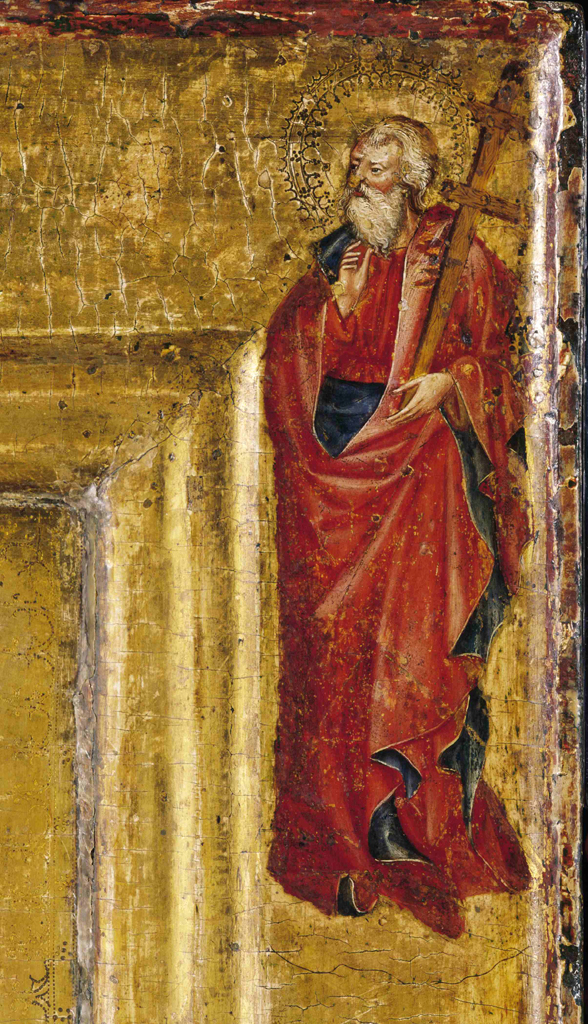
sv. Filip
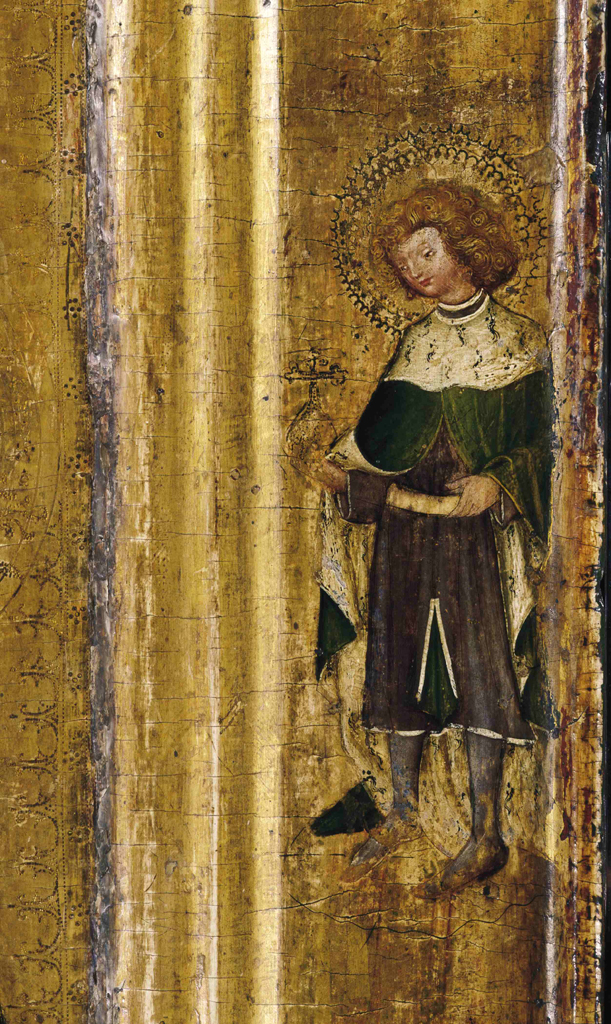
sv. Vít
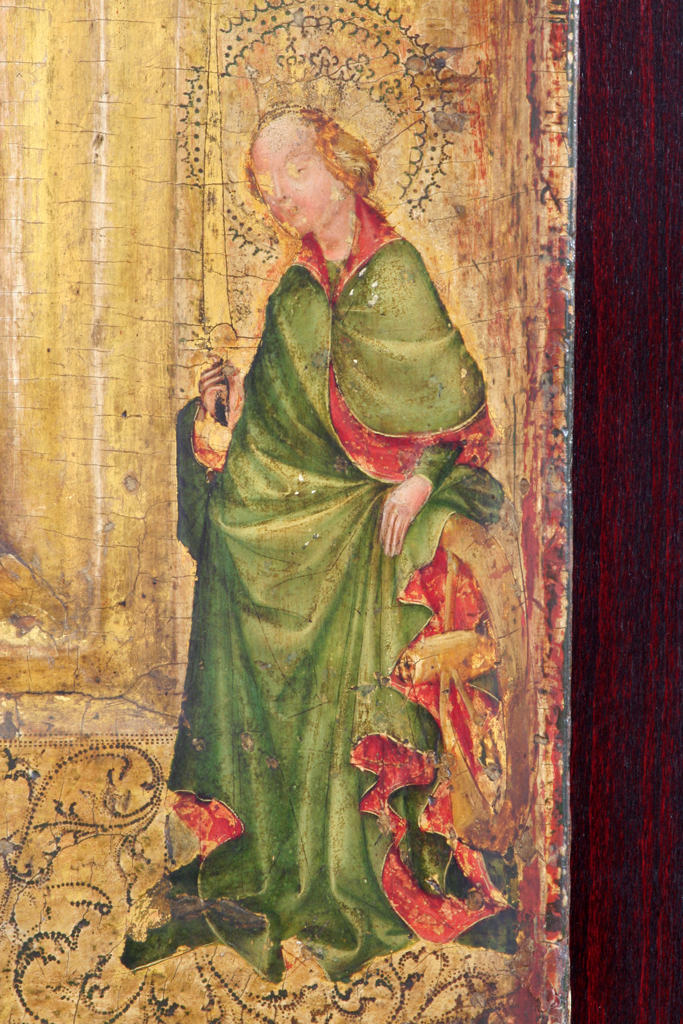
sv. Kateřina
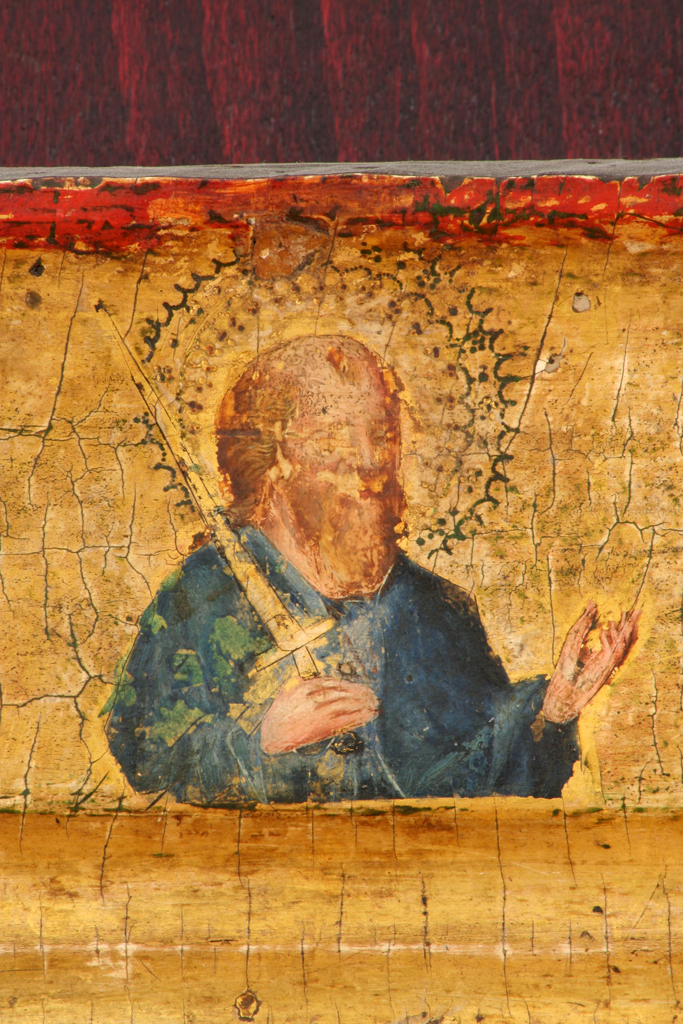
sv. Pavel
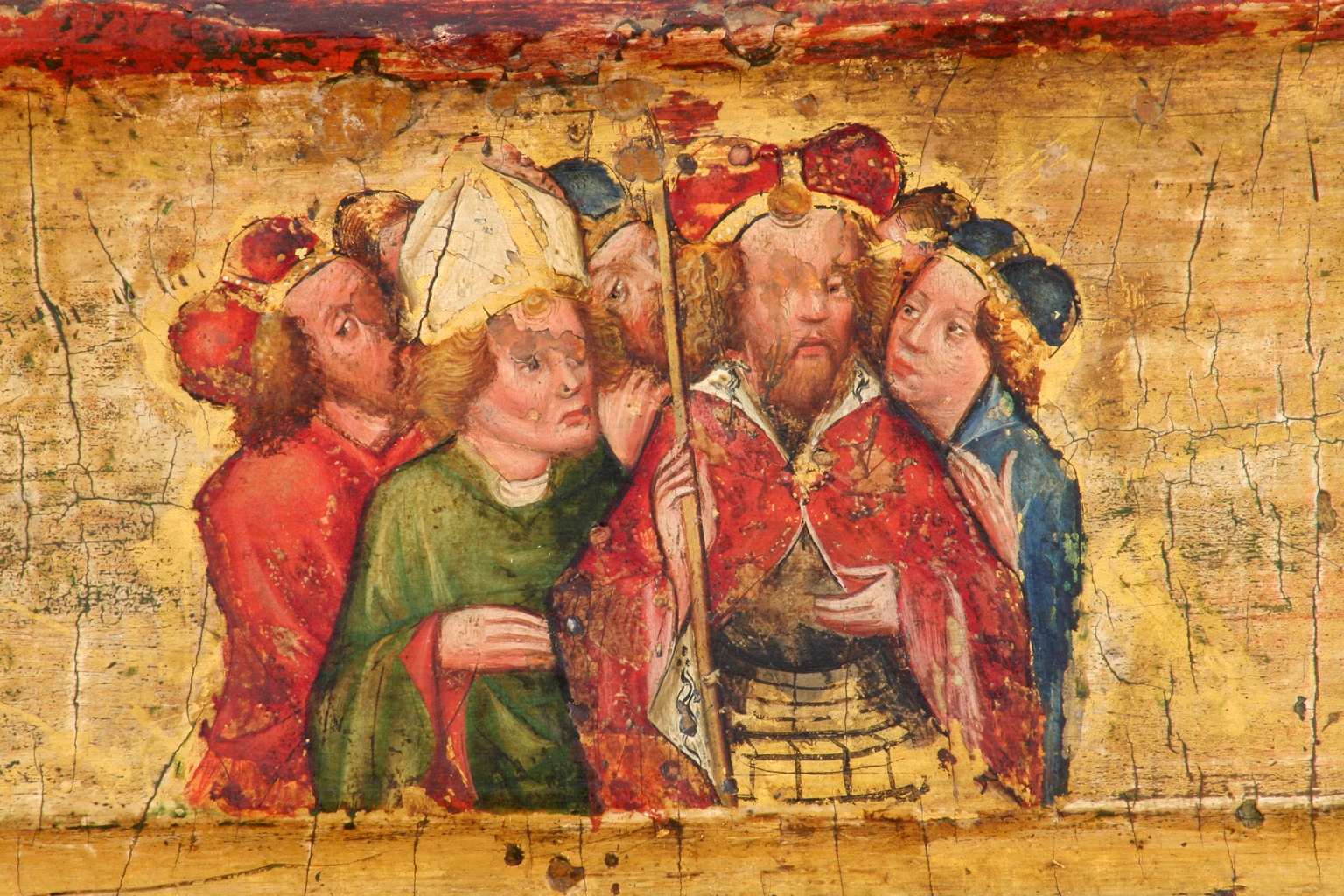
skupina světců
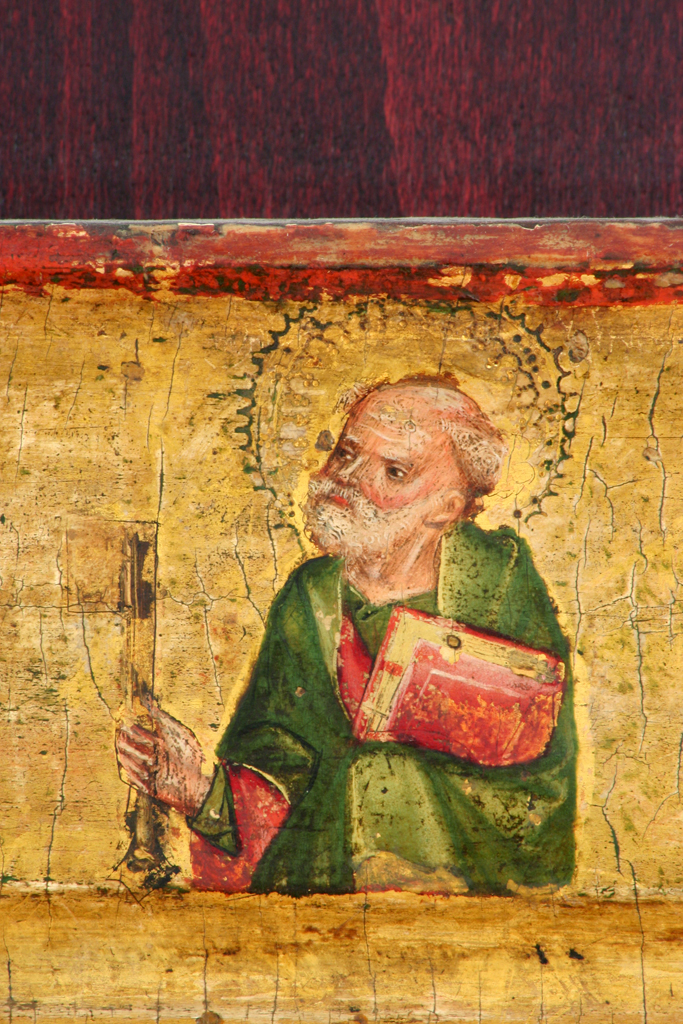
sv. Petr
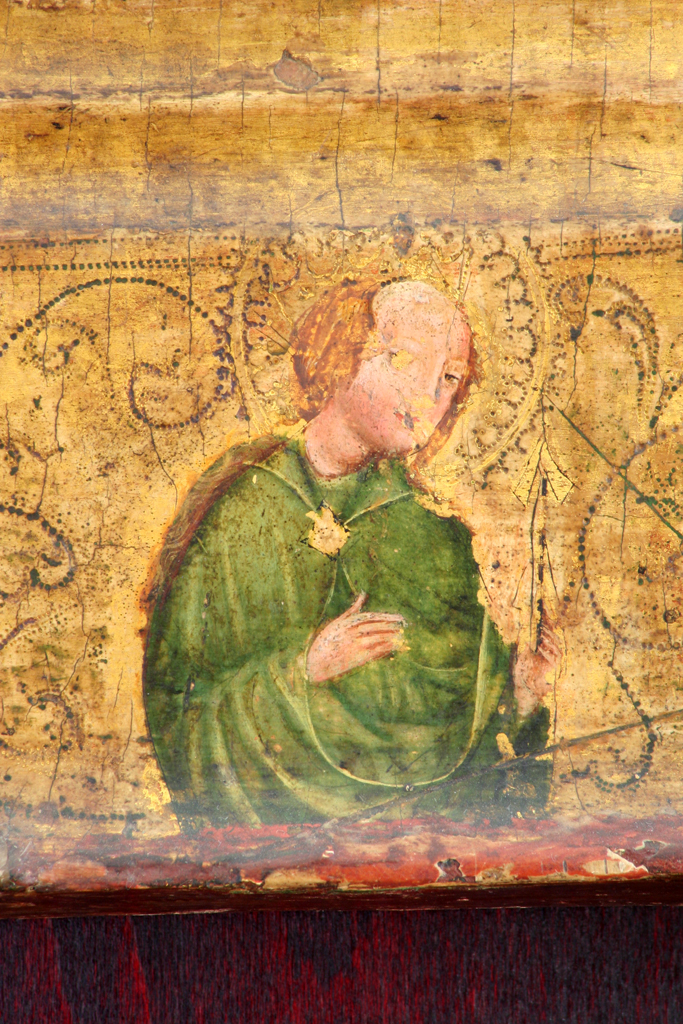
sv. Uršula
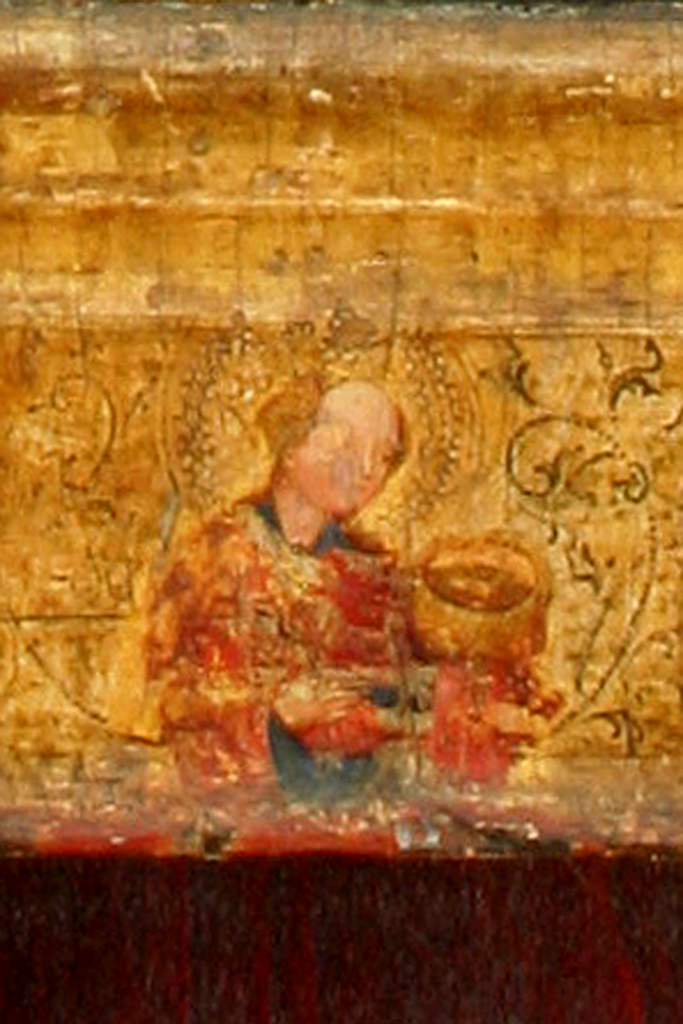
sv. Dorota
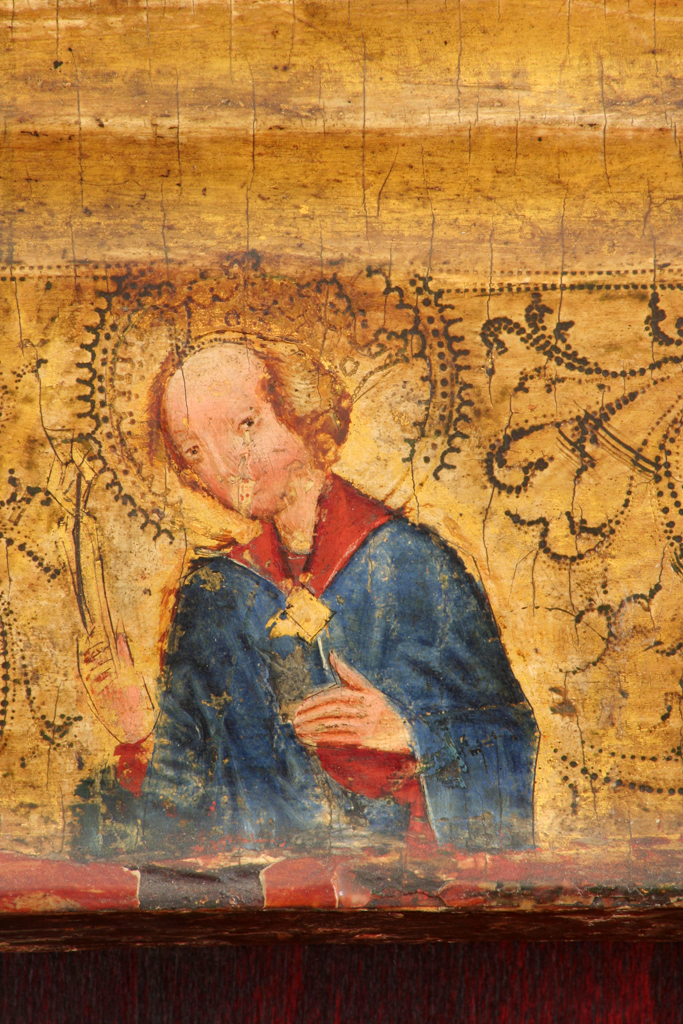
sv. Apolena

### Příbuzná díla
- Madona roudnická (1385–1390)[8]
- Svatovítský Veraikon (po r. 1400)[9]
- Madona vratislavská (1420)[10]
- Madona vyšebrodská (po r. 1420)[11]
- Madony s malovaným rámem: Madona svojšínská (1410), Assumpta z Deštné (1450–1460), Madona jindřichohradecká (1450–1460)